# Lamine Ouahab

 Lamine Ouahab  (nacido el 22 de diciembre de 1984) es un tenista profesional nacido en la ciudad de Argel, Argelia pero nacionalizado marroquí en noviembre de 2013.

## Carrera
Su mejor ranking individual es el Nº 114 alcanzado el 21 de septiembre de 2009, mientras que en dobles logró la posición 122 el 19 de noviembre de 2007.
Ha logrado hasta el momento 6 títulos de la categoría ATP Challenger Tour, tres de ellos en la modalidad de individuales y los tres restantes en dobles.

### Juniors
Como jugador junior, Ouahab llegó hasta el número 4 en el ranking mundial de individuales en enero de 2002 (y No. 18 en dobles), cosechando un récord de partidos ganados-perdidos de 92-24. Llegó a la final de individuales de Wimbledon en el 2002, derrotando a Rafael Nadal en el camino antes de caer ante Todd Reid.

### Copa Davis
Desde el año 2002 hasta el 2013 fue participante del Equipo de Copa Davis de Argelia. Tiene en esta competición un récord total de partidos ganados/perdidos de 25/4 (17/3 en individuales y 8/1 en dobles).

## Títulos; 6 (3 + 3)
| Leyenda                        | Individuales | Dobles |
| ------------------------------ | ------------ | ------ |
| Grand Slam (tenis)\|Grand Slam | 0            | 0      |
| ATP World Tour Finals          | 0            | 0      |
| ATP World Tour Masters 1000    | 0            | 0      |
| ATP World Tour 500 Series      | 0            | 0      |
| ATP World Tour 250 Series      | 0            | 0      |
| ATP Challenger Series          | 3            | 3      |

### Individuales
| N.º | Fecha      | Torneo                   | Superficie | Oponentes en la final | Resultado     |
| --- | ---------- | ------------------------ | ---------- | --------------------- | ------------- |
| 1.  | 07.05.2006 | Challenger de Túnez      | Tierra     | Younes El Aynaoui     | walkover      |
| 2.  | 09.07.2006 | Challenger de Montauban  | Tierra     | Marc Gicquel          | 7:5, 3:6, 7:6 |
| 3.  | 17.01.2015 | Challenger de Casablanca | Tierra     | Javier Martí          | 6:0, 7:66     |

### Dobles
| N.º | Fecha      | Torneo                      | Superficie | Compañero       | Oponentes en la final                  | Resultado        |
| --- | ---------- | --------------------------- | ---------- | --------------- | -------------------------------------- | ---------------- |
| 1.  | 01.07.2007 | Challenger de Reggio Emilia | Tierra     | Franco Ferreiro | Pablo Cuevas Horacio Zeballos          | 6:4, 1:6, [10:4] |
| 2.  | 11.08.2007 | Challenger de Vigo          | Sand       | Leonardo Azzaro | Pablo Santos Igor Sijsling             | 2:6, 6:4, [10:6] |
| 3.  | 01.03.2009 | Challenger de Mequinez      | Tierra     | Marc López      | Alessio di Mauro Giancarlo Petrazzuolo | 6:3, 7:5         |